# Талвиярви
Талвиярви — пресноводное озеро на территории Юшкозерского сельского поселения Калевальского района Республики Карелии.

## Общие сведения
Площадь озера — 1,4 км², площадь водосборного бассейна — 10,3 км². Располагается на высоте 188,5 метров над уровнем моря.
Форма озера лопастная, подковообразная. Берега каменисто-песчаные, местами заболоченные.
Из озера берёт начало река Талвиёки (в нижнем течении — Кепа), впадающая в озеро Кулянъярви, через которое протекает река Кемь.
Вдоль юго-западного берега озера проходит лесная дорога.
Код объекта в государственном водном реестре — 02020000911102000005834.